# Скулптура Ношење рањеника
|  | Овај чланак је део чланка о Споменицима посвећеним Народноослободилачкој борби 1941—1945. |

Ношење рањеника је назив за серију скулптура, које је извајао вајар Антун Аугустинчић. Прва је настала 1952, а последња 1983. године. Скулптура симболизује хуман однос југословенских партизана према рањеницима и осталим страдалницима током тешких борби и страдања у Југославији од 1941. до 1945. године.

## Опис
Основни мотив овог дела јесте рањеник којег придржавају и носе двојица другова. Постоји неколико верзија скулптуре које се разликују у неколико незнатних детаља. На пример, борци носе рањеника различитим техникама, а њихова лица су другачија, од скулптуре до скулптуре. Примерци скулптуре у Ливну и Сиску су заправо рељефи бораца који носе рањеника, извајани у четвртастом комаду белог гранита, док су остали примерци изливени из бронзе. Скулптура у Клањцу, која се налази на гробу локалног борца НОВЈ, Крсте Ивековића, само је фрагмент целовите скулптуре.
Код израде Ношења рањеника, Аугустинчић је остао доследан сопственој натуралистичкој формули, коју је применио код споменика Моши Пијади, Јосипу Брозу Титу и осталима, а које је израдио у грубом стилу са мотивом набора, за разлику од херојских мотива на Батини или Бањ брду.

## Списак скулптура
Примерци ове скулптуре налазе се у следећим местима:
- Ливно – подигнут 1952. године, познат и под именом Споменик палим борцима, срушен 1992. од стране ХВО-а
- Загреб
  - Ветеринарски факултет – подигнут 1953. године у част студентима-борцима палима у НОБ-у; на подножју се налазе три спомен-плоче с именима палих бораца[2]
  - Медицински факултет – подигнут 1983. године[3]
- Вуковар – постављен на Тргу Републике 1955. године ; током 1990-их, скулптура је на неколико места оштећена пропуцавањем. Четири мермерне плоче на бази споменика су уништене, а делимично је срушена и рубна камена ограда базена унутар којега се налази споменик[4]
- Клањец
  - подигнут 1960. године као надгробна скулптура палог борца НОВЈ из тог краја, Крсте Ивековића
  - подигнут 1979. године као споменик на гробу Антуна Аугустинчића и његове супруге Наде у кругу Галерије Антуна Аугустинчића
- Сисак – подигнут 1965. године на гробљу Викторовац изнад костурнице уз споменик „Застава“, све заједно чини споменик жртвама фашизма[5]
- Дервента – подигнут 1966. године[3]
- Орославје – подигнут 1972. године у спомен на погинуле борце НОВЈ из града и околних села[6]
- Крапинске Топлице – подигнут 1973. године у спомен на жртве фашизма; 1990-их, уз натпис У спомен жртвама фашизма додано је и Домовинског рата, а партизанска звезда је уклоњена и замењена грбом Хрватске[7]
- Велење, Грашка гора – подигнут 1979. године у спомен на борце Четрнаесте словеначке дивизије и јединица Четврте оперативне зоне Словеније, који су током периода великих хладноћа подлегли смрзавању или изгинули у тешким борбама против немачких јединица. Споменик је откривен на 35. годишњицу похода Четрнаесте дивизије на Штајерску[8]
- Београд – постављен у кругу Музеја историје Југославије
- Имотски – подигнут у част палих бораца НОБ-а, тешко оштећен 1990-их[9]

## Фото галерија
- „Ношење рањеника“, Београд
- „Ношење рањеника“, Ветеринарски факултет у Загребу
- „Ношење рањеника“, Медицински факултет у Загребу
- „Ношење рањеника“, Крапинске Топлице